# Ġlormu Cassar
Ġlormu Cassar (gyakran Girolamo vagy Gerolamo; Castello a Mare, 1520 – 1592) az első jelentős máltai építész, Valletta városának kivitelezője a tervező Francesco Laparelli halála (1570) után.

## Élete

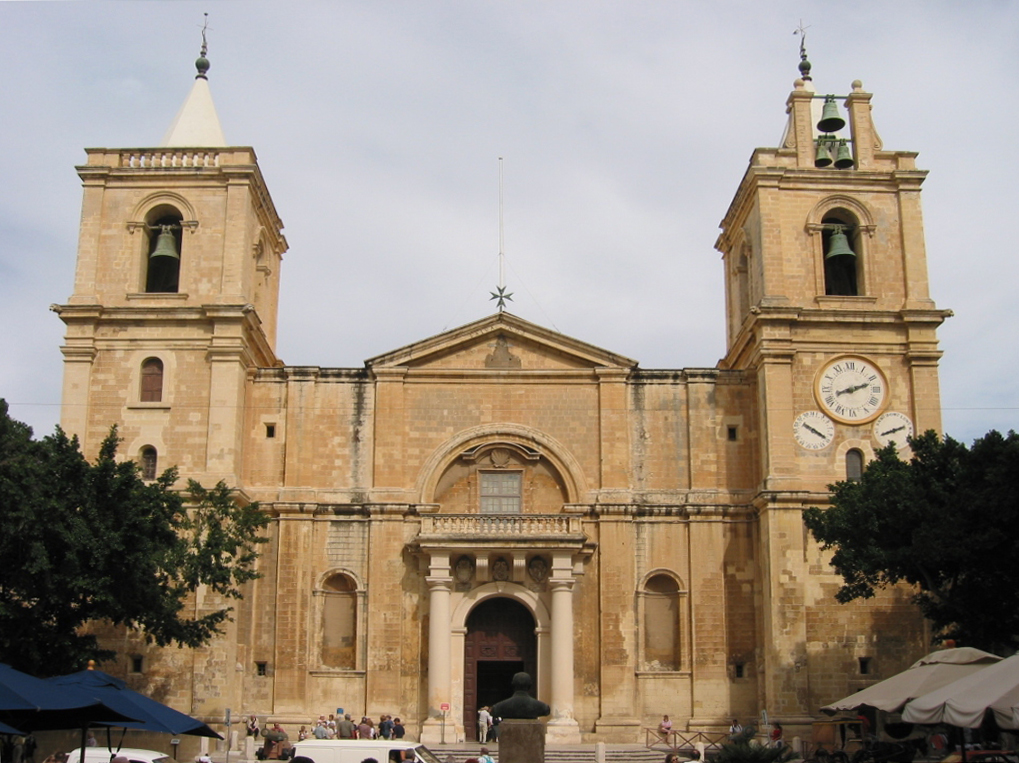
A Szent János-társkatedrális

Családja 1440 körül érkezhetett Szicíliából. 1520-ban született Castello a Mare (Birgu) városában. Részt vett a Nagy ostromban, és segített a leomlott épületek helyreállításában. Több hadigépezet szerkesztése fűződik a nevéhez. Főnöke, az olasz Francesco Laparelli felfigyelt a képességeire, így mellette lehetett a Jeruzsálemi Szent János Ispotályos Lovagrend új városának, Vallettának tervezésénél és az építkezés kezdetén. Amikor Laparelli elhagyta Máltát 1569-ben, az erődítések nagyrészt készen álltak, az ő feladata lett a város épületeinek megtervezése. Mivel sosem tervezett egyházi épületeket, a Rend úgy döntött, hogy Itáliába küldi tanulni. Bár nincs bizonyíték, hogy valaha elhagyta a szigetet, épületeinek stílusbeli hasonlósága az olasz reneszánsz épületekhez mégis ezt látszik alátámasztani. 1570-ben kezdte a középületek tervezését. Írásos nyoma maradt, hogy Cassar tervezte a Lovagrend auberge-eit, a Nagymesteri Palotát és a két plébániatemplomot. Vallettán kívüli leghíresebb műve a Buskett-ben álló Verdala-palota.
Feleségével (Mattea), és öt gyermekével Vallettában élt, egyikük, Vittorio szintén építész lett. Halálának időpontja bizonytalan, valamikor 1586 és 1592 között halt meg.

## Művei

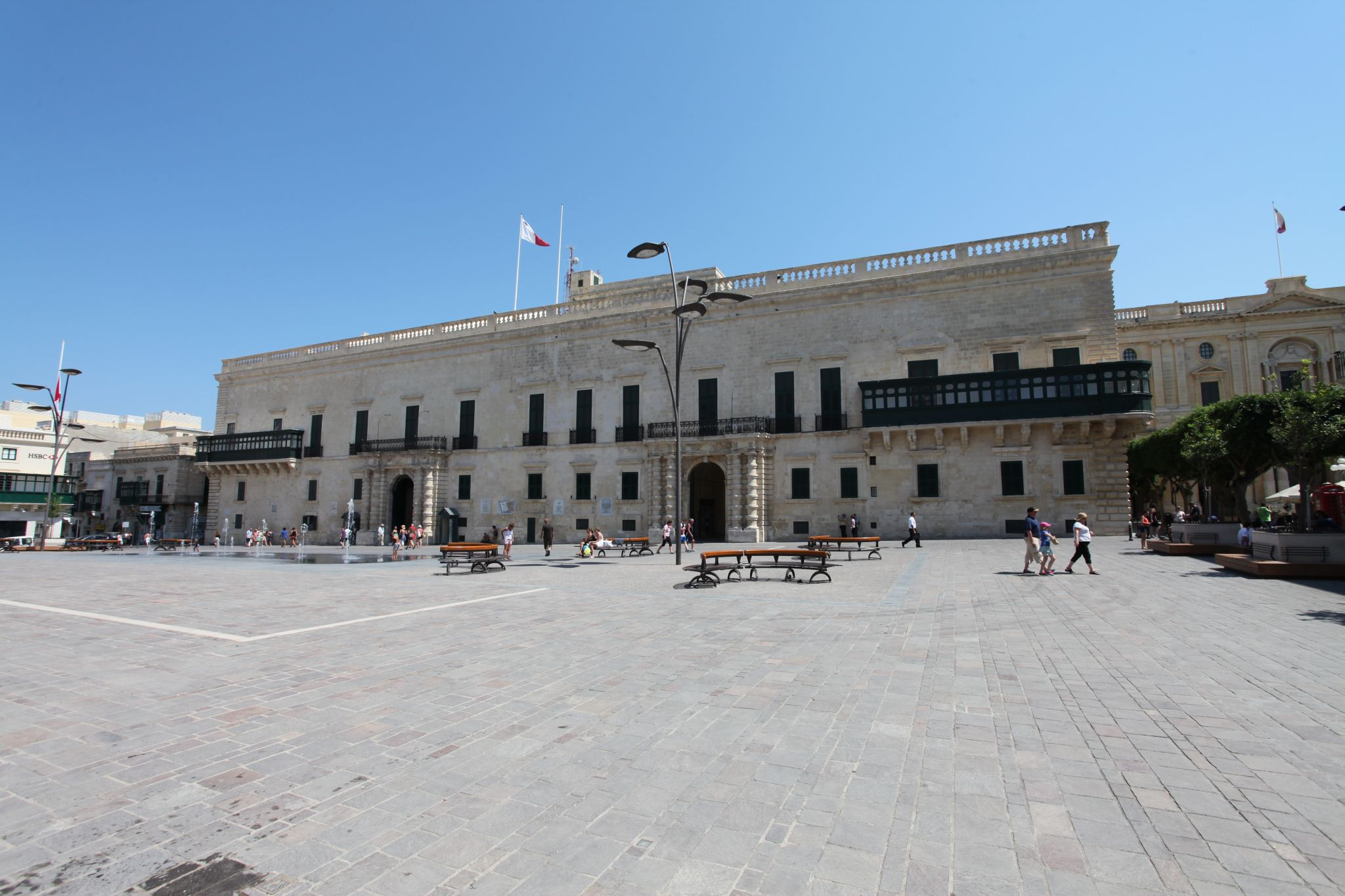
A Nagymesteri Palota

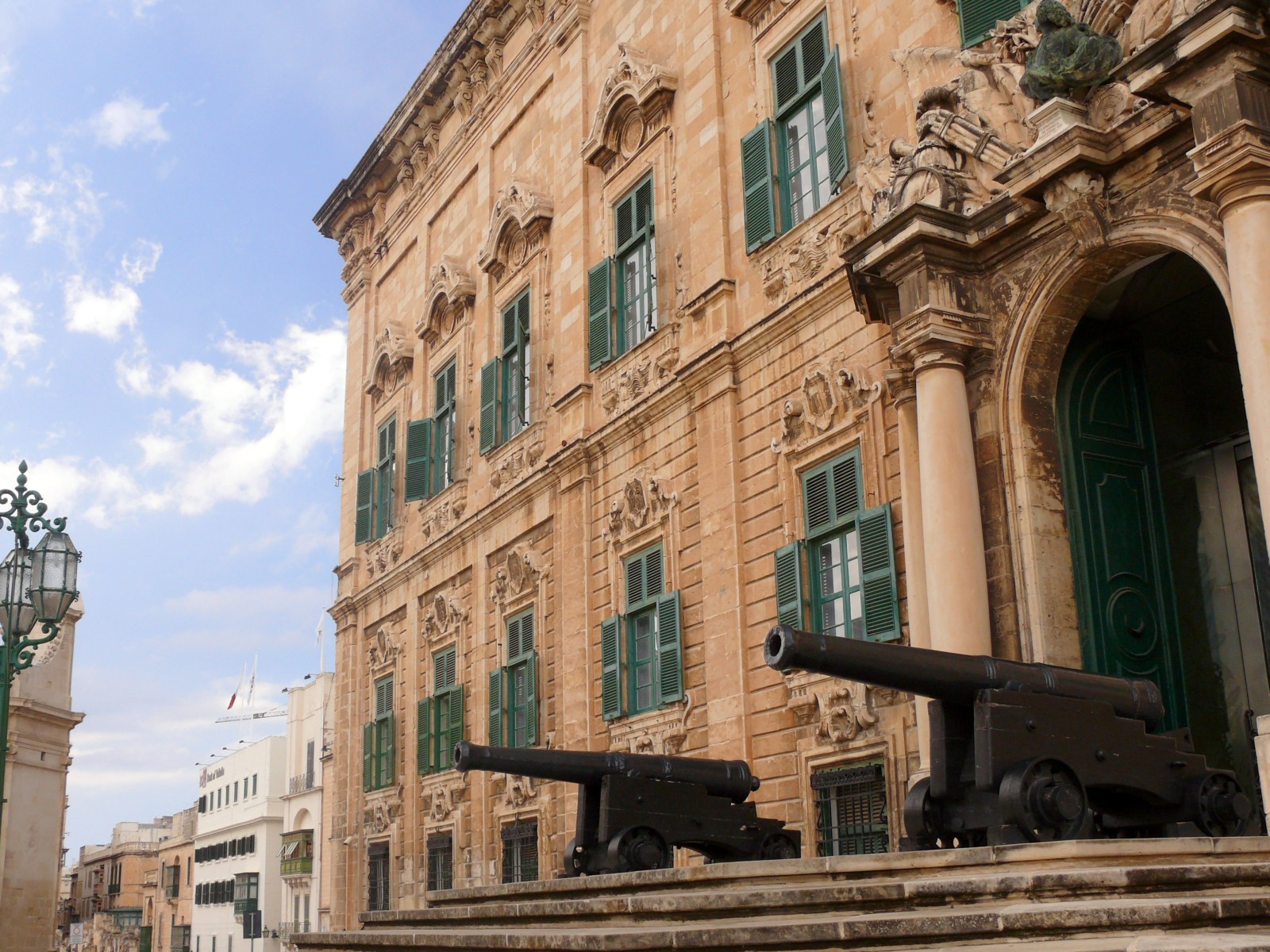
Az 'Auberge de Castille', ma miniszterelnöki palota

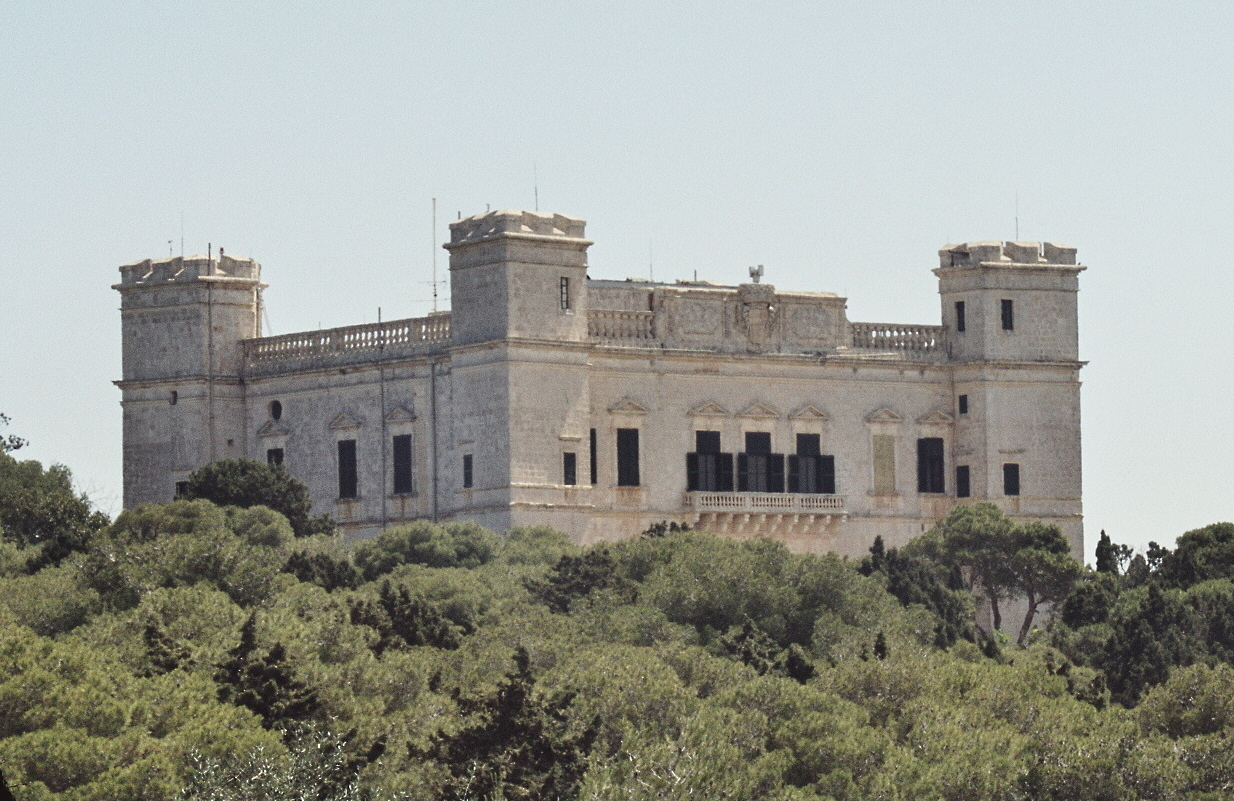
A Verdala-palota

1581-ből fennmaradt egy lista minden addig tervezett épületével.

### Vallettában
- Nagymesteri Palota (1572-1574)
- Szent János-társkatedrális (1573-1577)
- Szent Augusztin-plébániatemplom
- Kármelhegyi Boldogasszony-bazilika: a második világháborúban elpusztult, majd más formában építették újjá
- Szent Domonkos-plébániatemplom: az 1693-as földrengés romba döntötte, ma a helyén egy barokk templom áll
- Auberge-ek: ma már csak három áll az eredeti hét épületből
- A Sacra Infermeria eredeti épülete

### Máshol
- Ágoston-rendi templom (Rabat, 1571)
- Verdala Palace (Siġġiewi, 1586)